# 杉原保史
杉原 保史（すぎはら やすし、1961年 - ）は、日本の臨床心理学者・臨床心理士・公認心理師。京都大学教授。

## 来歴
神戸市生まれ。兵庫県立神戸高等学校出身。1984年京都大学教育学部教育心理学科卒、89年同大学院教育学研究科臨床心理学博士課程満期退学。大谷大学文学部専任講師、京都大学保健管理センター講師、京都大学カウンセリングセンター講師、教授、学生総合支援センター教授。2002年「「平穏な青年期」を生きる青年の諸相」で京都大学より教育学博士の学位を取得。

## 著書

### 単著
- 『統合的アプローチによる心理援助 よき実践家を目指して』金剛出版 2009
- 『技芸(アート)としてのカウンセリング入門』創元社 2012
- 『プロカウンセラーの共感の技術』創元社 2015
- 『キャリアコンサルタントのためのカウンセリング入門』北大路書房 2016
- 『心理カウンセラーと考えるハラスメントの予防と相談』北大路書房 2017
- 『プロカウンセラーの薬だけにたよらずうつを乗り越える方法』創元社 2019
- 『プロカウンセラーの賢く怒る技術』創元社 2025

### 共著・編著
- 『心理学入門：心の深みを探る』氏原 寛・森岡正芳共編 培風館 1993
- 『臨床心理学入門 理解と関わりを深める』氏原寛共編 培風館 1998
- 『大学生がカウンセリングを求めるとき こころのキャンパスガイド』小林哲郎,高石恭子共編著 ミネルヴァ書房 2000
- 『12人のカウンセラーが語る12の物語』高石恭子共編著 ミネルヴァ書房 2010
- 『ＳＮＳカウンセリング入門：LINEによるいじめ・自殺予防相談の実際』宮田智基共著 北大路書房 2018
- 『心理学的支援法』福島哲夫・東斉彰共編 北大路書房 2019
- 『SNSカウンセリングハンドブック』宮田智基共編 北大路書房 2019
- 『ＳＮＳカウンセリング・ケースブック：事例で学ぶ支援の方法』監修 北大路書房 2020

### 翻訳
- フレッド・パイン『臨床過程と発達 １・２』齊藤久美子・水田一郎監訳　岩崎学術出版社 1993
- ポール・L・ワクテル『心理療法の統合を求めて 精神分析・行動療法・家族療法』金剛出版 2002
- フレッド・パイン『欲動、自我、対象、自己：精神分析理論の臨床的総合』川畑直人監訳 岩崎学術出版社 2003
- ポール・L・ワクテル『心理療法家の言葉の技術 治療的なコミュニケーションをひらく』金剛出版 2004
- ジェローム・D.フランク,ジュリア・B.フランク『説得と治療 心理療法の共通要因』金剛出版 2007
- ポール・L・ワクテル『心理療法家の言葉の技術 治療的なコミュニケーションをひらく【第２版】』金剛出版 2014
- ポール・L・ワクテル『ポール・ワクテルの心理療法講義：心理療法において実際は何が起こっているのか？』監訳 小林眞理子共訳 金剛出版 2016
- ポール・L・ワクテル『統合的心理療法と関係精神分析の接点：循環的心理力動論と文脈的自己』監訳 浅田裕子・今井たよか共訳 金剛出版 2019

## 参考サイト
- ISBN　978-4-422-11546-7
- J-GLOBAL
- 杉原保史のページ